# Jeremy Irvine
Pour les articles homonymes, voir Irvine.
 (décembre 2019).
Si vous disposez d'ouvrages ou d'articles de référence ou si vous connaissez des sites web de qualité traitant du thème abordé ici, merci de compléter l'article en donnant les références utiles à sa vérifiabilité et en les liant à la section « Notes et références ».
Jeremy Irvine, né le 18 juin 1990 à Cambridge (Royaume-Uni), est un acteur anglais.

## Biographie
Jeremy Irvine est né le 18 juin 1990 à Gamlingay (Cambridgeshire). Il est le fils de Bridget, une femme politique, et de Chris Smith, un ingénieur. Jeremy a également deux petits frères, l'un d'eux, Toby, tient le rôle du jeune Pip dans le film De grandes espérances. Son nom de scène vient de son grand-père.
Il postule à l'âge de dix-huit ans à l'Armée de terre britannique mais fut refusé après avoir menti sur son diabète. Irvine commence sa carrière d'acteur à l'âge de seize ans. Il joue le rôle de Romeo[Lequel ?] et bien d'autres rôles principaux, tout en étudiant à la Bedford Modern School dans le Bedfordshire, puis au National Youth Theatre et il a étudié un an à la London Academy of Music and Dramatic Art (LAMDA). Après avoir fini ses études, Jeremy passe deux ans à distribuer des CV dans les boîtes aux lettres dans l'espoir de trouver un nouveau rôle. Il a failli abandonner juste avant qu'il n'obtienne son grand rôle dans Cheval de guerre.

## Vie privée
Jeremy Irvine confie qu'il souffre de diabète de type 1 depuis son enfance. "On m'a diagnostiqué diabétique de type 1 à l'âge de six ans. Je m'administrais quatre fois par jour des injections". Ses deux frères, Toby et Lawrence souffrent également de diabète. Cette cause lui évitera le service militaire. 
Jeremy Irvine évite le feu des projecteurs et garde sa vie privée privée et déclare "j'ai très vite réalisé que je ne voulais pas être connu c'est pour cela que je ne fréquente pas les lieux connus . "Au moment où Cheval de guerre est sorti les gens me prêtaient attention pendant un certain temps puis la ferveur s'est éteinte et j'ai continué mon existence comme si rien ne s'était passé". Il fait par ailleurs l'éloge du travail de relogement des sans abris de sa mère en qualifiant cela comme un "vrai travail".
Il vit actuellement dans le West Hampstead.
Il a entretenu des relations avec Amy Wren de 2009 à 2011 ainsi qu'avec la chanteuse Ellie Goulding de 2012 à 2013. Il est actuellement en couple avec Jodie Spencer.

## Carrière
En juin 2010, Jeremy Irvine fut choisi dans le rôle principal du film de Steven Spielberg, Cheval de guerre, sorti en décembre 2011. Le film est une adaptation du roman de Michael Morpurgo, également intitulé Cheval de guerre. Il fut choisi pour le rôle d'Albert Narracott, aux côtés d'autres acteurs britanniques comme Peter Mullan et Emily Watson, en tant que père et mère d'Albert.
En avril 2011, Variety annonce que Jeremy Irvine a été choisi pour tenir le rôle de Pip dans le film de Mike Newell, De grandes espérances, adapté du roman de Charles Dickens, aux côtés d'Helena Bonham Carter. En octobre 2011, The Hollywood Reporter annonce qu'il jouerait le rôle du jeune Eric Lomax dans le film The Railway Man, aux côtés de Colin Firth.
En janvier 2013, Variety annonce que Jeremy Irvine était l'un des trois candidats au rôle du personnage principal Tobias « Quatre » Eaton, dans l'adaptation du livre Divergente, qu'il perdit au profit de Theo James. En février 2013, Variety annonce qu'il avait obtenu un rôle dans le film The World Made Straight. Également dans les derniers mois de 2013, il obtient le rôle de Daniel Grigori dans l'adaptation du roman pour jeunes adultes, Fallen.
En août 2014, le Deadline reporte que Jeremy Irvine a été choisi pour le rôle de Percy Bysshe Shelley, dans le prochain biopic Mary Shelley's Monster, aux côtés de Sophie Turner et Taissa Farmiga. Le film a été décrit comme « une histoire de jeunesse qui transcende le temps, une romance gothique, un triangle amoureux qui comprend un sombre passager. »[réf. nécessaire]
En 2019 il participe à l'émission de télé réalité Celebrity SAS: Who Dares Wins. La même année il devient l'acteur principal de la série d'USA Network Treadstone.
Il obtient le rôle de James Sunderland dans Return to Silent Hill, de Christophe Gans.

## Filmographie

### Cinéma
- 2011 : Cheval de guerre de Steven Spielberg : Albert Narracott
- 2011 : Now is Good d'Ol Parker : Adam
- 2012 : De grandes espérances de Mike Newell : Pip
- 2013 : Les Voies du destin (The Railway Man) de Jonathan Teplitzky : Eric Lomax jeune
- 2013 : A Night in Old Mexico d'Emilio Aragón : Gally
- 2015 : The World Made Straight de David Burris : Travis
- 2015 : The Bad Education Movie d'Elliot Hegarty : Atticus Hoye
- 2015 : Stonewall de Roland Emmerich : Danny
- 2015 : Hors de portée de Jean-Baptiste Léonetti : Ben
- 2015 : La Dame en noir 2 : L'Ange de la mort (The Woman in Black: Angel of Death) de Tom Harper : Harry Burnstow
- 2016 : Le Merveilleux Jardin secret de Bella Brown (This Beautiful Fantastic) de Simon Aboud : Billy
- 2017 : Fallen de Scott Hicks : Daniel Grigori
- 2017 : Billionaire Boys Club de James Cox : Kyle Biltmore
- 2018 : Mamma Mia! Here We Go Again d'Ol Parker : Sam Carmichael jeune
- 2019 : The Last Full Measure de Todd Robinson : William Pitsenbarger
- 2019 : The Professor and the Madman de Farhad Safinia : Charles Hall
- 2019 : Paradise Hills de Alice Waddington : Markus
- 2021 : Benediction de Terence Davies : Ivor Novello
- 2023 : Baghead
- 2026 : Return to Silent Hill de Christophe Gans : James Sunderland

### Séries télévisées
- 2009 : Life Bites : Luke (12 épisodes)
- 2019 : Treadstone : John. Randolph Bentley
- 2021 : Dalgliesh (en) : Charles Masterson (4 épisodes)
- 2025 : Outlander: Blood of My Blood : Henry Beauchamp

## Distinctions
- 2013 : Trophée Chopard de la révélation masculine au Festival de Cannes

## Voix francophones
- Brice Ournac[2] dans : 
  - Les Voies du destin
  - La Dame en noir 2 : L'Ange de la mort
  - Le Merveilleux Jardin secret de Bella Brown
- Jim Redler[2] dans :
  - Treadstone (série télévisée)
  - Paradise Hills

Et aussi
- Donald Reignoux dans Cheval de guerre[2]
- Gauthier Battoue dans Hors de portée[2]
- Alexandre Crépet dans Stonewall
- Antoine Ferey dans Mamma Mia! Here We Go Again[2]
- Vincent de Boüard dans The Last Full Measure[2]
- Marc Arnaud dans Baghead[2]